# Frits ter Braake

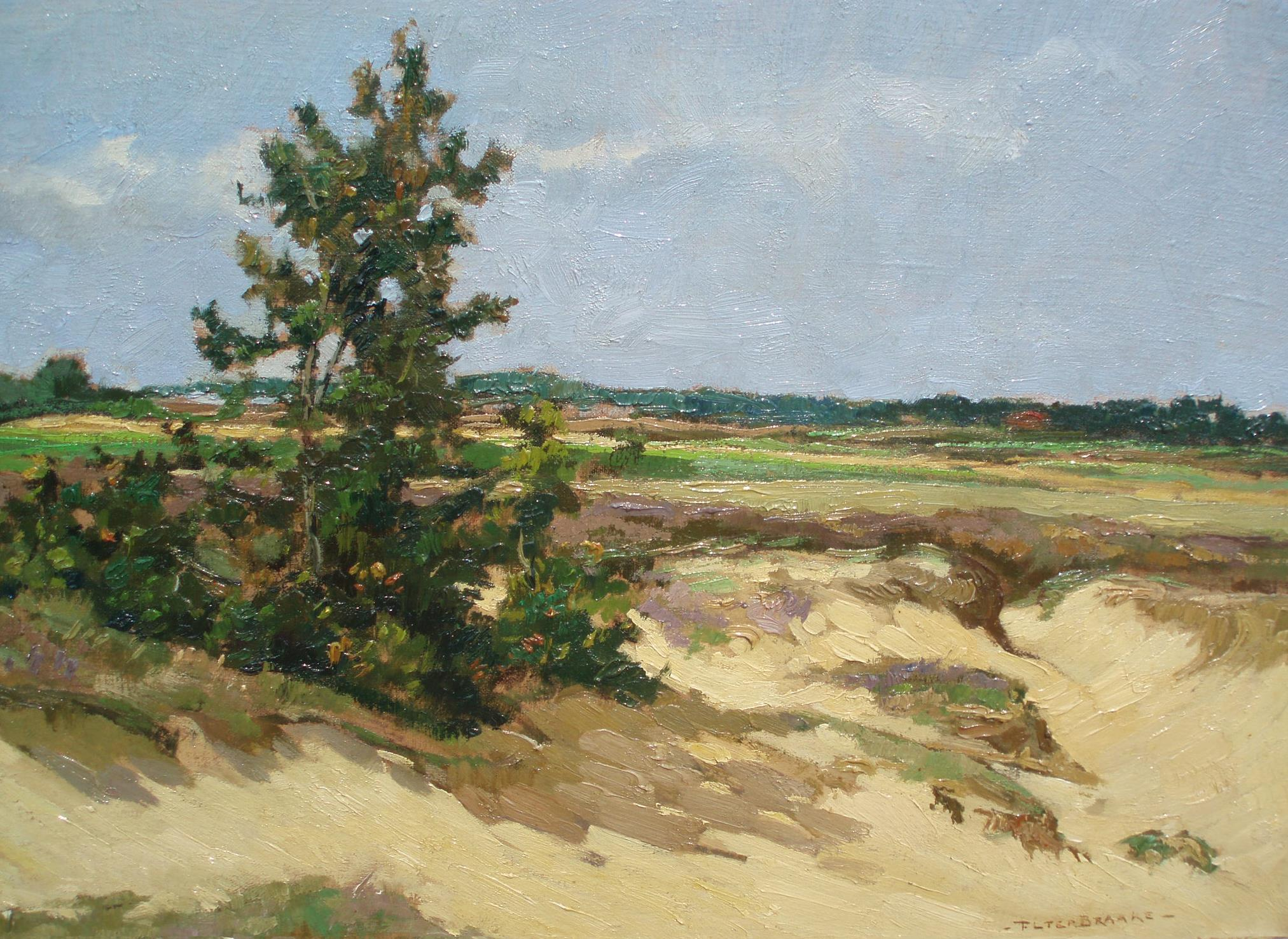
Duinen Frits ter Braake

Fredrik Leonard 'Frits' ter Braake (Almelo, 1897 – Groningen, 1977) was een Nederlandse kunstschilder. Hij signeerde zijn werk met F.L. ter Braake.
Ter Braake werd opgeleid als kunstschilder aan de Academie in Den Haag en woonde daarna onder meer in Groesbeek, Grave, Amstelveen en Haren. Hij was als jonge kunstschilder bevriend met tekenaar Jo Spier en Dülmen Krumpelmann. 
Ter Braake schilderde in een realistische stijl. In de zomer schilderde hij vooral landschappen, dorpsgezichten, schepen en water op locatie. Hij trok er vaak met zijn motor of boot op uit. In de winter maakte hij thuis vooral stillevens en portretten. Frits maakte ook aquarellen en potloodtekeningen.
Hij was lid van de kunstenaarsvereniging Sint Lucas in Amsterdam.
Tevens was hij eigenaar van drogisterij De Gaper in Haren vanaf 1935 en opgeheven in de jaren 90. In Haren schilderde hij in zijn woning boven de drogisterij. Zijn werken werden geregeld aangeboden tijdens verkooptentoonstellingen in de jaren 50 en 60. Enkele jaren voor zijn dood moest hij stoppen met werken in verband met een melanoom, waardoor hij een oog moest missen.